# Centro di informazione sui media
Il Centro di informazione sui media (CIM), è un'associazione belga indipendente senza scopo di lucro che raccoglie informazioni sui media belgi e le mette a disposizione degli inserzionisti. È stato fondato nel 1971. I membri del CIM provengono da tre settori del settore delle comunicazioni in Belgio: inserzionisti pubblicitari, agenzie pubblicitarie e mass media.
Il CIM sta studiando la portata della pubblicità esterna, film, stampa, radio e televisione. I più noti sono le loro pubblicazioni sui rating delle emittenti radiofoniche e televisive belghe, che costituiscono una base importante dell'industria pubblicitaria belga.